# Eugene Brady
Eugene Brady (* 15. September 1965) ist ein irischer Regisseur, Drehbuchautor und Filmproduzent.

## Leben und Karriere
Eugene Brady besuchte von 1988 bis 1990 die Bournemouth University in der Fachrichtung Medien. Anschließend ging er 1990 bis 1992 an das American Film Institute Conservatory in Los Angeles, das er mit dem Master abschloss. Seine ersten Erfahrungen mit dem Medium Film machte Eugene Brady 1994 als Produzent des Films The Spitfire Pilot. 1995 arbeitete er als Regieassistent in Dying Game und 1997 in Quiet Days in Hollywood. Sein Regiedebüt erfolgte 1998 mit dem irischen Liebesdrama Der amerikanische Neffe (The Nephew). Für diesen von Hauptdarsteller Pierce Brosnan produzierten Film schrieb Eugene Brady auch beim Drehbuch mit. 2003 erfolgte seine zweite und bislang letzte Regiearbeit Vermisst in der Fremde (Missing Brendan). 2022 betätigte sich Brady als Produzent des Filmdramas High Expectations.